# Emoia kuekenthali
Emoia kuekenthali — вид сцинкоподібних ящірок родини сцинкових (Scincidae). Ендемік Індонезії.

## Підвиди
Виділяють два підвиди:
- Emoia kuekenthali kuekenthali Boettger, 1895 — острови Хальмахера і Батанта;
- Emoia kuekenthali notomoluccense Brongersma, 1931 — острови Амбон, Серам і Сула[en].

## Поширення і екологія
Emoia kuekenthali живуть у вологих рівнинних тропічних лісах Молуккського архіпелагу та в садах. Ведуть наземний спосіб життя.